# تیپ سیتی (اوهایو)
تیپ سیتی(به انگلیسی: Tipp City) شهری در ایالت اوهایو کشور ایالات متحده آمریکا است که جمعیت آن در سرشماری سال ۲۰۱۰ میلادی، ۹٬۶۸۹ نفر بوده‌است.